# Нижнее Чажестрово
Нижнее Чажестрово — сельский населённый пункт в Виноградовском районе Архангельской области России.

## География
Нижнее Чажестрово стоит на левом берегу реки Северная Двина. Напротив деревни, на правом берегу Двины находится деревня Слобода Осиновского сельского поселения. Выше деревни по течению реки находится деревня Верхнее Чажестрово и райцентр — посёлок Двинской Березник, ниже — посёлок Новый и деревня Пянда. Через деревню проходит трасса М-8 «Холмогоры» (Москва — Архангельск).

## История
В начале XVIII века Чаростровская волость входила в состав Подвинской чети (четверти) Важского уезда. Затем, Нижнее Чажестрово относилось к Пяндской волости, Усть-Важской волости, а позже — к Пяндскому сельсовету Березниковского (Виноградовского) района.
В 1918—1919 годах Нижнее Чажестрово было занято союзными войсками интервентов. 
С 2006 года Нижнее Чажестрово входит в состав Березниковского городского поселения.

## Население
Численность населения деревни, по данным Всероссийской переписи населения 2010 года, составляла 197 человек. 

### Карты
- [mapp38.narod.ru/map1/index37.html P-38-39,40. (Лист Березник)]
- Нижнее Чажестрово на Wikimapia
- Нижнее Чажестрово. Публичная кадастровая карта